# ヴィルブルクシュテッテン
ヴィルブルクシュテッテン (ドイツ語: Wilburgstetten) は、ドイツ連邦共和国バイエルン州ミッテルフランケンのアンスバッハ郡に属す町村（以下、本項では便宜上「町」と記述する）で、ヴィルブルクシュテッテン行政共同体の一員である。

## 地理

### 位置
ヴュルツブルク、ローテンブルク・オプ・デア・タウバー、およびフォイヒトヴァンゲンから、ディンケルスビュールを過ぎてノルトリンゲンへ向かう途中、ロマンティック街道はヴィルブルクシュテッテンを経由する。この町は、 ロータハ川がヴェルニッツ川に合流する地点に面している。

### 自治体の構成
この町は、公式には17の地区 (Ort) からなる。このうち小集落や孤立農場などを除く集落を以下に列記する。
- グライゼルバッハ
- クニッテルスバッハ
- リューリングシュテッテン
- ヴィラースブロン
- ヴェルヒェンホルツ
- ヴィルブルクシュテッテン
- ヴィッテンバッハ
- ヴォルフスビュール

## 歴史
ヴィルブルクシュテッテンの周辺地域は、大変に古い時代から入植地が設けられていた。1931年、連邦道B25号線の西側で、坑夫によって前史時代の住居跡が見つかった。この遺跡は、専門家によって紀元前2000頃のものであると鑑 定された。ローマ人は、ヴィルブルクシュテッテンの南側に国境、すなわちリーメスを建設した。このローマ帝国の国境防衛施設は、今日までその一部が遺っており、土地の人々は『悪魔の壁』と呼んでいた。中世には、ヴィルブル クシュテッテン周辺地域は、エッティンゲン伯領となった。1261年からヴィルブルクシュテッテンに独立した領主家が創設され、レッヒェンベルク家を称した。この家は、エッティンゲン伯家の従士となり、リムブルク要塞に住んだ。さらにこ の家の傍流が村の中にヴィルブルク城を有した。この城の名が、村の名前の由来となった。1431年から1805年までヴィルブルクシュテッテンは、その徴税権を握っていた帝国自由都市ディンケルスビュールの強い影響下にあった 。

## 行政

### 紋章
左右二分割。向かって左は赤地に垂直に立てられた熊手。向かって右は、銀地に青い水車が中央の分割線から半分だけ描かれている。

### 友好都市
- ヴィッテンバッハ （スイス、ザンクト・ガレン州）
- エニャン （フランス、ジェール県）

## 経済と社会資本

### 経済
工業（建設業と木材加工業）及び農業がヴィルブルクシュテッテンの基幹産業であるが、小売業、手工芸、観光業およびその他のサービス業もある。

### 交通
ヴィルブルクシュテッテンへ行くには、連邦アウトバーンA6号線のアウラハ・インターチェンジ（35km）またはシュネルドルフ・インターチェンジ（21km）あるいはA7号線のディンケルスビュール＝フィヒテナウ・インターチェンジ（20km）を利用する。ヴィルブルクシュテッテンは、ロマンティック街道の一部である連邦道B25号線沿いである。鉄道ネルトリンゲン - ディンケルスビュール線が現在旅客輸送を再開しており、主に木材加工業者の客を輸送している。さらにバイエルン鉄道博物館の動体展示車両がネルトリンゲン、ディンケルスビュール、フォイヒトヴァンゲンの間を結んでいる。

## 見所
- カトリックの聖マルガレータ教会
- 1745年建造のバロック様式の聖十字架礼拝堂
- グリマイスシェス・ハウス、かつては学校の校舎であった。
- リーメスの遺構

## 人物
- ラベーノ・フォン・レッテンベルク: 1365年-1383年のアイヒシュテット司教

## 引用
1. ↑  https://www.statistikdaten.bayern.de/genesis/online?operation=result&code=12411-003r&leerzeilen=false&language=de Genesis-Online-Datenbank des Bayerischen Landesamtes für Statistik Tabelle 12411-003r Fortschreibung des Bevölkerungsstandes: Gemeinden, Stichtag (Einwohnerzahlen auf Grundlage des Zensus 2011)
2. ↑  Bayerische Landesbibliothek Online